# Arthur Erich Haas
Arthur Erich Haas (* 30. April 1884 in Brünn; † 20. Februar 1941 in Chicago) war ein österreichischer Physiker.

## Leben
Arthur Erich Haas wuchs als ältester Sohn des Rechtsanwalts Gustav Haas in Brünn auf. Dort besuchte er das Deutsche Gymnasium, an dem er 1902 maturierte.
Ab 1902 studierte er Mathematik und Physik an den Universitäten Wien und Göttingen. 1906 promovierte er in Wien zum Dr. phil. mit einer Dissertation über Antike Lichttheorien.
In den folgenden Jahren beschäftigte er sich hauptsächlich mit der Wissenschaftsgeschichte und reichte 1909 eine Habilitationsschrift über Die Entwicklungsgeschichte des Satzes von der Erhaltung der Kraft ein, die abgelehnt wurde.
Anschließend wendete er sich enttäuscht physikalischen Studien zu und veröffentlichte einige Bücher im Bereich der Atomphysik. Dabei gelang es ihm 1910, erstmals einen Zusammenhang zwischen der Quantenhypothese von Max Planck und der Atomphysik herzustellen.
1912 konnte er mit seiner Arbeit über die Gleichgewichtslagen von Elektronengruppen schließlich habilitieren. Im selben Jahr wurde er Professor für Geschichte der Physik an der Philosophischen Fakultät der Universität Leipzig, wo er auch Kurse in theoretischer Physik hielt und 1919 das Lehrbuch „Einführung in die theoretische Physik“ veröffentlichte. Von 1923 bis 1935 lehrte er als Professor an der Universität Wien. 1924 war er Gastprofessor am University College London, 1927 und 1931 hielt er auf Einladung des Institute of International Education Gastvorlesungen an zahlreichen Universitäten in den USA.
1924 heiratete er Emma Beatrice Huber, das Paar bekam zwei Söhne.
Im Jahr 1935 emigrierte Haas mit seiner Familie in die USA und war zunächst Gastprofessor am Bowdoin College in Brunswick, Maine. Ein Jahr später wurde er Professor für Physik an der Universität Notre Dame bei South Bend im Bundesstaat Indiana, wo er bis zu seinem Tod 1941 blieb. 1937 wurde er Fellow der American Physical Society.

## Leistungen
Im Jahr 1910 entwickelte Haas ein Atommodell, welches erstmals das Plancksche Wirkungsquantum enthielt. Auf der Grundlage seines Modells für das Wasserstoffatom leitete er einen Ausdruck für die Rydberg-Konstante nur aus Grundkonstanten her und nahm damit in ähnlicher Form Niels Bohrs Formel um drei Jahre vorweg. Der Unterschied in der Formel kam daher, dass Haas das Thomsonsche, Bohr hingegen das Rutherfordsche Atommodell verwendete, und überdies den Normalzustand des Atoms mit dem Grundzustand der Balmer-Serie identifizierte.
Haas entwickelte früh ein Interesse an kosmologischen Fragen, welches nicht nur physikalischer, sondern auch philosophischer und theologischer Natur war. In Arbeiten aus den Jahren 1907 und 1911 schloss er, dass ein ewig existierendes Universum inkonsistent mit den Gesetzen der Physik wäre, was er nicht nur mit dem zweiten Hauptsatz der Thermodynamik, sondern auch mit der begrenzten Lebenszeit von radioaktiven Elementen begründete. Es war das erste Mal, dass Radioaktivität in einem kosmologischen Kontext berücksichtigt wurde. Er unterstützte die Urknalltheorie und vertrat wie Georges Lemaître die Ansicht, dass das Universum eine endliche Ausdehnung haben müsse.
Neben seiner „Einführung in die theoretische Physik“, dem ersten modernen Lehrbuch zur theoretischen Physik, verfasste Haas zahlreiche weitere Lehrbücher, die weite Verbreitung fanden und in zehn Sprachen übersetzt wurden.
1920 entwickelte Haas eine Theorie für den Isotopeneffekt in Rotationsspektren, unabhängig von Francis Wheeler Loomis (1889–1976) und Adolf Kratzer, die dieselbe Theorie aufstellten.
Im Jahr 1938 organisierte er an der Universität Notre Dame unter dem Titel „The Physics of the Universe and the Nature of Primordial Particles“ eine der ersten Konferenzen zur physikalischen Kosmologie, an der unter anderem Harlow Shapley, Arthur Holly Compton, Georges Lemaître und Carl David Anderson teilnahmen.

## Schriften
- Die Anfänge der mathematischen Physik. In: Festschrift Moritz Cantor anläßlich seines achtzigsten Geburtstages. Leipzig 1909, S. 110–117. (Digitalisat Univ. Heidelberg)
- Über die elektrodynamische Bedeutung des Planck'schen Strahlungsgesetzes und über eine neue Bestimmung des elektrischen Elementarquantums und der Dimension des Wasserstoffatoms. In: Sitzungsberichte der Akademie der Wissenschaften in Wien, Abt. IIa, Bd. 119, S. 119–144 (1910)
- Einführung in die theoretische Physik. 2 Bde. (1919)
- Naturbild der Neuen Physik. (1920)
- Atomtheorie. (1924)
- Materiewellen und Quantenmechanik. (1928)
- Die Grundlagen der Quantenchemie. (1929)
- Umwandlungen der chemischen Elemente. (1935)